# Androstadiénone
L’androstadiénone, ou 4,16 -androstadiène -3 one, est une hormone de nature stéroïdienne, dérivée de la testostérone et principalement sécrétée dans la sueur  masculine (vingt fois plus que chez la femme).
Certaines voies de recherche soutiennent que son contact pourrait déclencher une adaptation comportementale, telle qu'une modulation de l'humeur chez la femme, et s'exercerait de façon non consciente ; néanmoins, diverses recherches plus récentes menées par double-aveugle nient ces hypothèses et assimileraient les parfums à base d'androstadiénone à du placebo,.

## Voies et sites d’actions
Chez les mammifères, les phéromones sont captées par un circuit nerveux différent du système olfactif appelé « organe voméronasal ». Ce nom dérive de l'os qui sépare les deux narines, le vomer. Il est constitué de terminaisons nerveuses situées de chaque côté de la cloison nasale et conduisant à un bulbe olfactif secondaire (ou accessoire).
L'existence d'un OVN (organe voméronasal) chez l'humain a été très controversée. « Il faut un endoscope pour scruter cette zone nasale et les observations varient selon l'état des muqueuses. »(Johannes Frasnelli). En fonction de la méthode utilisée, on observe chez les animaux, une structure nerveuse particulière faisant partie de l'OVN, soit à deux ou trois centimètres de l'entrée de la cavité nasale. On retrouve cet ensemble chez 25 à 75 % des personnes. « Cette structure est néanmoins révélée chez 100 % des individus lorsqu'on procède par autopsie » (Johannes Frasnelli). Il existerait donc bel et bien une structure voméronasale chez l'être humain.
Cependant des études ont soutenu que, chez l'humain, ce système restait inactif. Cet organe ne serait présent qu'à l'état de vestige et on peut donc envisager que la perception des phéromones passe par un autre circuit.
L'hormone emprunterait la voie olfactive et activerait notamment l'aire préoptique et le noyau ventro-médian de l'hypothalamus chez les femmes hétérosexuelles et les hommes homosexuels. L'androstadiènone, si elle agit, agirait en fonction de l'orientation sexuelle et non pas du sexe biologique seul.

## Différentes études et effets observés
Chez l’humain, cette phéromone n’entraîne pas de modification physiologique notable mais certaines études contestées soutiennent des effets de nature psychique. Ils seraient à l’origine de comportements sociaux spécifiques comme les comportements sexuels et de modifications de l’état émotionnel. Ils interviendraient notamment dans le choix des partenaires sexuels. Les études soutenant un effet psychique de ces molécules convergent vers une difficulté qui serait que la sensibilité des individus à cette « odeur » varie beaucoup.
Selon Johan Lundström, cette hormone modulerait positivement l’humeur et l’éveil psychophysiologique des femmes hétérosexuelles, cependant l’effet ne serait observé que si un expérimentateur masculin est présent. Selon Saxton, les femmes exposées à cette hormone jugent des hommes présents physiquement plus attractifs.
Même si l’androstadiénone agissait principalement sur le psychisme, il aurait tout de même été observé des effets sur le système neurovégétatif. Par exemple, une étude a montré que l’hormone couplée à une odeur de clou de girofle et appliquée sous le nez augmenterait la température cutanée des mains des hommes tout en la diminuant chez les femmes. Ce résultat n'aurait été observé qu’en présence d’un expérimentateur masculin dans la salle.
Les réponses comportementales des sujets différeraient selon le genre et l’orientation sexuelle des individus. Les messagers olfactifs pourraient ainsi parfois, à l'insu de la personne, participer à une construction interne de l’être désiré[pas clair].

## Applications
Outre l’intérêt scientifique que suscitent les phéromones, leur utilisation commerciale dans des produits cosmétiques et dérivés a également vu le jour récemment. En effet, des « parfums érotiques » à base de phéromones censés améliorer l’attractivité et les performances personnelles sont développés et commercialisés.